# Rhinopomastus aterrimus
Rhinopomastus aterrimus е вид птица от семейство Phoeniculidae.

## Разпространение
Видът е разпространен в Ангола, Бенин, Буркина Фасо, Габон, Гамбия, Гана, Гвинея, Гвинея-Бисау, Еритрея, Етиопия, Камерун, Република Конго, Демократична република Конго, Кот д'Ивоар, Мали, Мавритания, Нигер, Нигерия, Сенегал, Сиера Леоне, Судан, Того, Уганда, Централноафриканската република, Чад и Южен Судан.